# Adelgunde Vogt
Emilie Adelgunde Vogt, født Herbst (skrev sig Adelgunda) (17. juli 1811 i København – 10. juni 1892) var en dansk billedhugger og efter alt at dømme Danmarks første kvindelige professionelle billedhugger. Hun var søster til Christian Herbst og mor til Gundo og H.C. Vogt.

## Tidlig kunstnerisk interesse
Hun var datter af direktør for Den militære Klædefabrik, generalkrigskommissær Michael Johan Christian Herbst (1775-1830) og Michelle Elisabeth Christiance Charlotte Stibolt (1788-1861). Den kærlighed, hun fra sin tidligste barndom nærede for dyr, udvikledes til en kunstnerisk syssel, da hun fra sit tolvte til sit fjortende år måtte holde sengen på grund af en ved et fald fremkaldt sygdom. Under det lange sygeleje dels tegnede og udklippede hun dyr, dels modtog hun undervisning i at modellere af billedhuggeren Johan Peter Heldt. Sin første ungdom tilbragte hun i Sorø og Slagelse med forældrene og udviklede i den tid på egen hånd sine evner. Navnlig vandt hun færdighed i at udklippe i silhouette, ikke alene dyreskikkelser, men også portrætter, som sædvanligvis lignede godt.

## Uddannelse
Først da moderen efter at være blevet enke i 1837 flyttede til København, fik Adelgunde Herbst lejlighed til en grundigere uddannelse under H.E. Freunds vejledning indtil dennes død (1840). Frugten af hendes studier viste sig snart, og fra 1838 begyndte hun at udstille. Hendes kærlighed til dyrene holdt sig, således at hun næsten udelukkende fremtrådte som dyrebilledhugger. I 1839 vandt hun den Neuhausenske Præmie for En ko med en diende kalv, udført i malm. Hendes originalarbejde blev støbt i gips i en ekstraudgave for at kunne bruges ved undervisningen på Kunstakademiets tegneskole. Originaludgaven findes på Brandts, Odense.
Efter Freunds død fik hun adgang til Bertel Thorvaldsens værksted på Charlottenborg og arbejdede under hans vejledning, indtil han også, efter få års forløb, afgik ved døden (1844). I 1841 havde hun udført en hest i legemsstørrelse (En stående hest, 12 kvarter høj), som blev set "med Anerkendelse af hendes ualmindelige Anlæg" af Akademiet, der anbefalede hende til kgl. understøttelse. Nogen tid efter, den 20. februar 1843, foreslog Thorvaldsen, som var direktør (rektor) for Akademiet, at hun skulle optages som medlem af Akademiet på denne skulptur, men statutterne tillod imidlertid ikke dette: kvindelige kunstnere kunne udelukkende opnå medlemskab af Akademiet, hvis de arbejdede i de "lavere" genrer som broderi og blomstermaleri. Adelgunde Vogt blev i stedet udnævnt til æresmedlem. Indstillingen af Adelgunde Vogt til medlemskab, vel vidende, at reglementet ikke tillod en kvindelig billedhugger dette, må tolkes som en progressiv gestus hos Thorvaldsen i forhold til tidens behandling af kvindelige kunstnere.

## Ægteskab
Efter i 1844 at have modelleret en gruppe i fuld legemsstørrelse, En kronhjort med en hind og en kalv, fik hun en rejseunderstøttelse af Christian VIII og tog til Italien. Her blev hun i Napoli den 1. marts 1846 gift med forhenværende chargé d'affaires i kongeriget Begge Sicilier, etatsråd Frederik Siegfried Vogt (25. maj 1777 i Odense – 10. marts 1855 i København), søn af toldkasserer Hendrich Vogt (1744-1803) og Elisabeth Holst (ca. 1748-1833), og vendte med ham tilbage til København i 1849.

## Tilbagevenden til kunsten
Hendes familieliv med mand og børn optog nu hendes tid, og indtil 1860 holdt hun pause i arbejdet med skulptur og udstillinger. Først efter at hun havde været enke i nogle år, og hendes to børn var vokset til, vendte hun tilbage til billedhuggerkunsten og udstillede i en række år som fru Vogt (1860-72). Hun arbejdede nu med mindre bronzeskulpturer af fugle, hjorte, hunde, heste og vilde dyr, iagttaget i menagerier - i en udtryksform, der vendte sig mod det symbolistiske og fantasifulde. I september 1876 flyttede hun til en gift søn og udstillede ikke efter den tid; hun døde den 10. juni 1892. Tre år efter blev hendes værker udstillet på Kvindernes Udstilling fra fortid og Nutid i 1895.
Hun er begravet på Assistens Kirkegård

## Samlinger
En del af hendes arbejder der, bl.a. på bestilling af Christian VIII, var erhvervede til det daværende kunstmuseum, overførtes ved dettes ophævelse til Christiansborg Slot, hvor de gik til grunde ved slotsbranden 1884. Større samlinger findes på KUNSTEN Museum of Modern Art Aalborg (især originalmodeller) og på Gl. Estrup; et par hjortefigurer i elfenben på Rosenborg og en hestegruppe, skåret i buksbom, på Statens Museum for Kunst. En stor skulptur En hjort er opstillet i bronze foran Jægerspris Slot. I sin tid blev den støbt i zink og opstillet mellem 1854 og 1863. I 1999 blev den nystøbt i bronze genopstillet ved 125-års jubilæet for Kong Frederik den Syvendes Stiftelse. Ved Vemmetofte Kloster på Stevns er opstillet En kronhjort med hind og kalv fra 1842.

## Gengivelser
- Afbildet på Sophus Schacks maleri (1843) af salvingen 1840 (Statens Museum for Kunst) og på den tegnede nøgle dertil (Det Kongelige Bibliotek)
- Afbildet på Jørgen Sonnes frise 1846-48 på Thorvaldsens Museums facader
- Tegning af J.V. Gertner 1858
- Litografi 1859 af I.W. Tegner & Kittendorff efter daguerreotypi
- Portrætmaleri af Carl Bloch 1867, efter dette kopi af Preben Knuth (Kunstakademiet)
- Relief af Gundo Vogt

## Værker
Skulpturer:
- En ko med diende kalv (bronze, 1839, Neuhausens Præmie, Fyns Kunstmuseum)
- En kronhjort med hind og kalv (bronze, 1842, Vemmetofte)
- Hind med sit lam (udstillet på Charlottenborg Forårsudstilling 1857 i zink under støberen Lauritz Rasmussens navn, tilhørte kongen)
- Hjort (udstillet på Charlottenborg Forårsudstilling 1858 i zink under støberen Lauritz Rasmussens navn, tilhørte kongen)
- En bjørn (bronze, udstillet 1862, Gammel Estrup)
- To stående heste (buksbom, 1863, Statens Museum for Kunst)
- En hjort (bronze, Jægerspris Slot)
- Christian VIII (rytterstatuette, sølv, De Danske Kongers Kronologiske Samling)

Portrætbuster:
- Overpræsident A.C. Kierulff (1841, kopi i marmor 1849 af H.W. Bissen efter model af Adelgunde Vogt, Det Nationalhistoriske Museum på Frederiksborg Slot)
- Konferensråd J.S. Saxtorph (udstillet 1842)
- Dr.med. Ole Bang (korrigeret af Bertel Thorvaldsen, Medicinsk Museion)
- Konferensråd Jonas Collin (udstillet 1844)
- Landskabsmaler J.P. Møller (udstillet 1844, ARoS Aarhus Kunstmuseum)